# 遊戲規則
《遊戲規則》（法語：La Règle du jeu）是知名法國導演讓·雷諾瓦的作品，劇情描述第二次世界大戰時期的上流社會，於1939年上映。《遊戲規則》是讓·雷諾瓦的代表作之一，也被廣泛的視為是史上最傑出的電影之一。  故事發生在二戰前夕，一群法國貴族在某莊園共度週末，由此反映出階級矛盾、社會衝突等形形色色的人性瑕疵。所謂遊戲的規則，就是說謊言和欺騙等卑劣手段，是戰前法國社會不可違背的遊戲規則，誰要是違反了這一規則，就要被當時的社會圈子滅殺，成為那個社會的犧牲品。

## 外部連結
- 互联网电影数据库（IMDb）上《The Rules of the Game》的资料（英文）